# مایک نویک
مایک نویک یکی از شخصیت‌های سریال ۲۴ می‌باشد که جود سیکوللا این نقش را ایفا می‌کند.

## ایفای نقش

### فصل اوّل
در این فصل او مشاور نامزد ریاست جمهوری آمریکا؛ دیوید پالمر است و در آن به دیوید مشاوره می‌دهد.

### فصل دوم
در این فصل او به همراه دیوید پالمر به عنوان رئیس دفتر رئیس‌جمهور آمریکا به کاخ سفید راه یافته‌است، در اواخر فصل مایک به دلیل اینکه تلاش برای برکناری دبوید پالمر را کرد از طرف وی اخراج می‌شود.

### فصل چهارم
مایک نویک در این فصل در اواخرش و زمانی که چارلز لوگان به عنوان رئیس‌جمهور انتخاب می‌شود به مشاوره به رئیس‌جمهور آمریکا می‌پردازد و در جریاناتی از رئیس‌جمهور باتجربهٔ سابق؛ دیوید پالمر برای ادلره امور کشور و مشاوره به چارلز لوگان کمک می‌گیرد.

### فصل پنجم
در این فصل مایک به عنوان مشاور رئیس‌جمهور لوگان مشغول به کار است که طی جریاناتی به جک باور برای پی بردن به مسائلی کمک می‌کند.